# Plicifusus torquatus
Plicifusus torquatus is een slakkensoort uit de familie van de Buccinidae. De wetenschappelijke naam van de soort is voor het eerst geldig gepubliceerd in 1982 door Petrov.